# Samuel Quiroz de la Vega
Manuel Samuel Quiroz de la Vega (Apizaco, Tlaxcala, 29 de septiembre de 1935-14 de julio de 2022) fue un político mexicano, miembro del Partido Revolucionario Institucional. Se desempeñó como diputado federal y gobernador de su estado en sustitución de Beatriz Paredes Rangel.

## Biografía
Samuel Quiroz de la Vega fue un abogado egresado por la Benemérita Universidad Autónoma de Puebla, desempeñó los cargos de Secretario General del Tribunal Superior de Justicia de Tlaxcala, y Presidente del mismo Tribunal en dos periodos, asesor jurídico del municipio de Apizaco y director del Fondo Nacional para Actividades Sociales (FONAPAS) en Tlaxcala, en 1985 fue elegido diputado federal por el Distrito electoral federal 2 de Tlaxcala a la LIII Legislatura del Congreso de la Unión de México y al terminar dicho periodo fue designado Secretario General de Gobierno de Tlaxcala por la gobernadora Beatriz Paredes Rangel.
A finales de 1992 y unos meses antes de terminar su gobierno, Beatriz Paredes fue designada Subsecretaria de Gobernación por el entonces presidente Carlos Salinas de Gortari, en consecuencia solicitó licencia a la gubernatura y el Congreso de Tlaxcala designó a Quiroz como gobernador para culminar el periodo al 14 de enero de 1993.
En 1996 fue Rector Fundador de la Universidad Tecnológica de Tlaxcala.
Posterior a este cargo se dedicó a actividades partidistas y a la docencia en la Universidad Autónoma de Tlaxcala, donde llega a ocupar los cargos de Director de la Facultad de Derecho y ombudsman de la Universidad.

## Fallecimiento
Falleció el día 14 de julio de 2022.